# François Blondel
Pour les articles homonymes, voir Blondel et François Blondel (homonymie).
Nicolas-François Blondel, plus couramment appelé François Blondel (Ribemont, baptisé 15 juin 1618 - Paris, 21 janvier 1686) est un architecte français.
Il ne doit pas être confondu avec l'architecte Jacques François Blondel (1705-1774), neveu de l'architecte Jean-François Blondel (1683-1756).
Nicolas-François Blondel est passé à la postérité grâce à son Cours d'architecture, où il développe pour la première fois le calcul des escaliers. L'énoncé est resté sous la dénomination de « formule de Blondel » : {\displaystyle M=2h+g} (pour de plus amples explications, voir ici).

## Biographie

### Enfance et premières années
Naissance en 1618, à Ribemont dans l'Aisne (contesté), de Nicolas-François Blondel. Cette année-là marque le début de la Guerre de Trente Ans.
Après avoir appris les langues anciennes ainsi que l'espagnol, l'italien, le portugais et l'allemand, puis les mathématiques, il participe à la « Guerre de Trente Ans ». En 1640, le cardinal de Richelieu lui confie des missions au Portugal, en Espagne et en Italie. Pendant cette période, il étudie les fortifications. Richelieu le nomme ensuite sous-lieutenant d'une de ses galères « la Cardinale ». Il commande, en 1641, l'attaque du môle de Tarragone et exerce un temps la fonction de gouverneur de Palamos. En 1647, Blondel commande l'artillerie de l'expédition navale qui doit opérer devant Naples, contre les Espagnols. Le 26 novembre 1652, il reçoit son brevet de maréchal des camps et met fin à sa carrière militaire.

### L'homme de sciences et le diplomate
Il devient alors le précepteur du fils du secrétaire d'État Loménie de Brienne et voyage avec lui à travers toute l'Europe, mêlant missions diplomatiques et - sans doute - espionnage. Son itinéraire est le suivant : Langres, Besançon, Bâle, Alsace (Brisach), Strasbourg (où il admire le mécanisme de l'horloge), Philippsburg, Mannheim, Mayence, La Haye, Hambourg, Lübeck, Kiel, Danemark, Suède (Frederiksborg : voir poème), Stockholm, Uppsala, Finlande, Estonie, Riga, Königsberg, Dantzig, Cracovie, Presbourg, Vienne, Prague, Venise, Rome, Florence et Toulon. Ses voyages lui serviront pour quelques exemples donnés dans le Cours d'Architecture…. Dans les années 1660, Blondel refera un voyage avec le fils de Colbert, dont le détail de l'itinéraire est moins connu.
En 1656, il est nommé lecteur de mathématiques au Collège royal, où il est censé enseigner les mathématiques et la fortification, mais - du fait de ses (très) nombreuses absences -, il sera souvent suppléé par l'astronome Picard. De 1662 à 1668, Blondel exerce la fonction de syndic du Collège.
De 1657 à 1663, Mazarin l'envoie en mission diplomatique. Il voyage alors en Italie, Égypte, Grèce, Turquie, Allemagne, Pologne, Russie (Moscou, en regrettant de n'être pas passé par Kazan, ni d'avoir vu la défense des frontières contre les Tartares et constatant que les places maritimes sont fortifiées à la Hollandaise…), Prusse, Livonie (Riga fortifiée par les Suédois), Lituanie… Il rencontre, au cours de son voyage, Paul Wurz qui est à l'origine de sa première publication, F.B. (Blondelle) Epistola ad P.W. (Paulum Wurzium), in qua famosa Galilei propositio discutitur, circa naturam lineæ qua trabes resistentia et in qua lineam illam non quidem parabolicam, ut ipse Galilaeus arbitratus est, sed ellipticam esse demonstratur Parisiis soit une discussion sur la résistance et la flexion des poutres dans laquelle il prend parti contre Galilée, lequel tenait pour une flexion parabolique (à l'imitation de la chute des graves), Blondel la tenant pour elliptique (ce qui est faux). Cette question sera reprise en 1673 dans la Résolution des quatre principaux problèmes d'Architecture…
En 1659, lors de son voyage à Constantinople, il dessine un des aqueducs de Sinan « qui, par sa grandeur, sa hauteur & la magnificence de sa structure, ne cede en rien à celuy du Pont du Gard…" avec ses trois ordonnances superposées… (Cours d'Architecture, V-II, ch. 10, p. 666…). La même année, il est nommé résident (ambassadeur) au Danemark, poste qu'il occupe jusqu'en 1663, avant de revenir en France et d'être nommé conseiller d'État.

### L'ingénieur du Roy pour la Marine et l'architecte
En 1664, Colbert le nomme Ingénieur du Roy pour la Marine, ce qui lui vaut de superviser différents travaux de fortification en Normandie (Cherbourg, Le Havre), en Bretagne et aux Antilles (Martinique, Guadeloupe, Saint-Domingue), ce qui nous vaut dans son Cours… (V-I-9) le récit de son expérience d'un cyclone tropical dont il a vu les effets prodigieux à l'ile Saint-Christophe… De nombreux mémoires présentés à l'Académie des Sciences sont issus d'observations faites au cours de son périple aux Antilles.
« Ses talents pour l'architecture ne se développèrent qu'en 1665 […] » (Quatremère de Quincy) alors que, se trouvant à Rochefort pour la construction de la Corderie royale, Blondel fut chargé de la reconstruction du pont de Saintes.
En 1669, Blondel fait son entrée à l'Académie des Sciences comme associé géomètre. Cette année-là, au cours d'un voyage à Londres avec Du Hamel, alors secrétaire de l'Académie, il aurait assisté au spectacle du martyr de la Royal Society, un fou que l'on aurait transfusé pour le guérir de sa folie. Mais si les passions passaient alors par le sang, elles ne se guérissaient pas par ce moyen, original… Si François Blondel n'est pas le plus réputé des académiciens, c'est incontestablement celui dont la littérature sera la plus répandue dans le public, cf. Cours de Mathématiques, Art de jetter les Bombes, Cours d'Architecture, Nouvelle manière de fortifier les places, […]. Pour la plupart de ces ouvrages, il convoque pour l'illustration le graveur et ingénieur Gilles Jodelet de La Boissière.
La même année, il est désigné pour s'occuper des embellissements de Paris, ce qui consiste pour l'essentiel à reconstruire les portes Saint-Denis et Saint-Bernard, et au levé du plan de la ville, toutes tâches qu'il accomplira avec l'aide de l'architecte Pierre Bullet.

« Un autre abus de ce genre, a consisté à mêler les deux types, de manière que l'objet n'est plus ni pyramide ni obélisque. On doit dire que c'est le reproche qu'on peut faire à l’architecte Blondel dans la décoration de son arc triomphal de la porte Saint-Denis. Sont-ce des obélisques ou des pyramides manquées qu'il a couverts d'ailleurs fort habilement de trophées ? C'est surtout dans les ouvrages qui se recommandent par de grandes beautés et par la célébrité du nom de leur auteur, qu'il faut faire remarquer ces défauts de convenance, tant est contagieuse l'influence d'un mauvais exemple donné par un habile homme ; tant il est vrai que ce qu'on imite le plus facilement des grands hommes, c'est leurs défauts. Rien de plus important, en architecture surtout, que de respecter les significations de chaque forme. »

— Quatremère de Quincy, Dictionnaire d'Architecture…, § Obélisque
Le 31 décembre 1671, il est nommé directeur et professeur de l'Académie royale d'architecture par Louis XIV. Suivant la préface :

« Enfin, comme il ne s'est point fait, depuis l'établissement de la Monarchie, de Bâtimens si augustes, en si grand nombre  & en tant d'endroits du Royaume que nous en avons vû élever sous le regne de Loüis le Grand ; non seulement ce sage Prince a eu soin qu'on s'appliquast à la recherche des choses qui peuvent contribuer à remettre l'Architecture dans son ancien lustre, il a voulu faciliter à tout le monde les moyens de la connoître parfaitement.
C'est pour cet effet que Sa Majesté a établi dans Paris sur la fin de l'année mil six cens soixante & onze, l'Academie d'Architecture, composée de bon nombre de sujets qui ont esté choisis comme les plus capables dans cet Art, tant parmy ceux qui en faisoient profession qu'ailleurs, afin de travailler au rétablissement de la belle Architecture & pour en faire des leçons publiques.
Elle a donc voulu premièrement que ces Architectes s'appliquant serieusement à l'étude, s'assemblassent un jour de chaque semaine pour conferer & se communiquer leurs connoissances… »

### La fin de sa vie
En 1673, Blondel est le professeur de mathématiques du Grand Dauphin, un élève de médiocre talent - si l'on en croit la rumeur - qui bénéficiait également, sang royal oblige, des services de l'astronome Romer pour l'astronomie et la physique, du graveur Israël Silvestre pour le dessin et de Couplet pour le nivellement et les fortifications. Le Cours de Mathématiques sera publié en 1683, au motif que chacun devait pouvoir bénéficier de cette éducation de qualité.
De 1670 à sa mort en 1686, Blondel ne s'occupera plus que de questions savantes et d'enseignement. Il collaborera également au dictionnaire d'Antoine Furetière pour les parties le concernant (cf. aussi Adrien Auzout, pour les mathématiques et Giovanni Alfonso Borelli, pour l'astronomie).
Avec la porte Saint-Denis, le pont de Saintes (reconstruction d'un pont romain) et la corderie de Rochefort, la liste de ses travaux d'architecte est exhaustive.
Son éloge à l'Académie des Sciences ne sera prononcé que dans les années 1780 par Condorcet, lui aussi né à Ribemont.

## Regards sur sa vie et son œuvre
Finalement, François Blondel possède une carrière institutionnelle particulièrement intéressante mais - hélas -, fort mal connue, sauf en ce qui concerne la partie académique. Il est rare qu'un "architecte" ait autant voyagé en ces temps-là, mais on pourrait dire la même chose du militaire et du diplomate. Peut-être serait-il temps que quelqu'un d'imaginatif, consciencieux et un rien aventureux s'occupe d'établir enfin une biographie illustrée de cet homme plein de curiosité. Il est dommage que son Cours d'Architecture ne reflète pas plus cette culture visuelle unique, mais il est vrai que le « Cours » doit être vu comme le résultat d'un travail académique qui visait avant tout à l'établissement d'une doctrine commune à tous. On peut voir au fil de l'ouvrage qu'il s'agit aussi d'une discussion directe avec Claude Perrault dont l'Ordonnance des cinq espèces de colonnes selon la méthode des anciens paraît en 1683. Comme le dit Blondel :

« Et pour moy […] je me trouve plus assuré de me conformer aux raisonnements & aux pratiques des plus grands Maîtres anciens et modernes, laissant à d'autres qui se sont par la force de leur génie élevés au-dessus du vulgaire, le plaisir qu'ils ont dans la singularité de leurs opinions, dont ils peuvent goûter la douceur à grands traits, sans que je leur porte envie. Ils peuvent même avoir pitié de notre ignorance & de notre foiblesse & nous traiter de ridicules ; Nous, dis-je, « qui ne sommes pas capables de voir ce qu'ils voyent & de comprendre la force de leurs conceptions… » »

— François Blondel, Cours…, V, p. 719
Il n'est pas sûr que le débat sur les ordres ait véritablement intéressé Blondel, ce qui expliquerait son repli sur une position très conventionnelle de restitution et comparaison des opinions des différents auteurs, soit ce qu'a fait Fréart de Chambray dans son Parallèle. Mais la mission de l'Académie étant l'établissement de règles "certaines" de décoration pour les ouvrages du Roi, Blondel au moins s'acquitta fidèlement des questions de décoration.

## LeCours d'architecture, ou la «Querelle des Anciens et des Modernes»

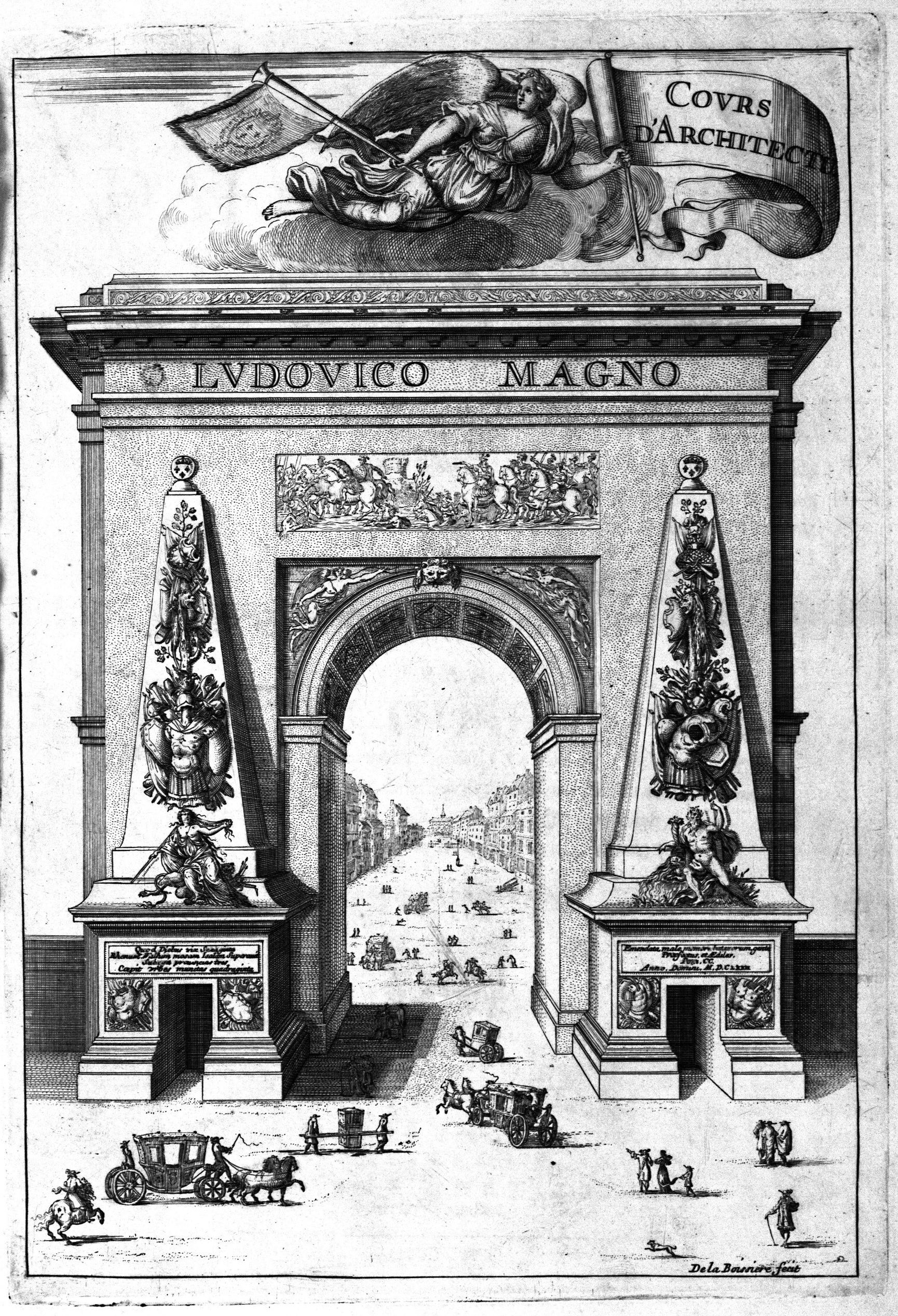
Frontispice du Cours d'architecture.

En 1675, il publie son  Cours d'architecture enseigné à l'Académie royale d'architecture (réédité en 1698 .
Dans cet ouvrage, il réfute systématiquement les positions que Claude Perrault développe dans les Dix livres d'architecture de Vitruve (traduction agrémentée de commentaires des dix livres de l'architecture de Vitruve paru en 1673). Cet affrontement s'inscrit dans la « Querelle des Anciens et des Modernes ».
Cet affrontement porte sur :
- L'interprétation de « symétrie » : la symétrie (symmetria en grec ancien) a le sens de proportion. François Blondel, ingénieur et mathématicien reste dans l’ensemble, fidèle à la définition grecque de la symétrie. Claude Perrault prend parti pour la symétrie prise au sens moderne de l'équilibre des masses de part et d'autre d'un axe, au détriment de la « Symmetria » ou proportion qui implique le recours à un module et à une « raison de progression » pour régler la correspondance entre les parties.
- Les colonnes accouplées : Claude Perrault invoque le droit de se démarquer de la tradition gréco-romaine et d'introduire ce motif (d'inspiration médiévale) au grand dam de Nicolas-François Blondel et des partisans de l'antiquité. Perrault a utilisé ce dispositif à la colonnade du Louvre à la fin des années 1660.
- Les corrections optiques : Claude Perrault est opposé à cette pratique qui veut que l'on augmente les dimensions des objets situés en hauteur ou à distance. Il s'appuie, pour cela, sur ses recherches physiologiques et considère que ce n'est pas la vue qui trompe mais le jugement de la vue. Dans cette prise de position, Perrault prend le contre-pied de Vitruve et des pratiques courantes de son époque.

L'affaire est pleine d'aigreur des deux côtés. On a déjà cité Blondel, on cite ici Perrault dans son Vitruve (VI-ii, note 3) :

« J'ay traité cette question au septième chapitre de la seconde partie du livre de l'Ordonnance des cinq especes de colonnes selon la methode des Anciens ; ce Probleme me paroissant assez important pour meriter d'estre examiné un peu plus serieusement qu'on n'a fait depuis peu dans un ouvrage d'Architecture où traitant ce sujet, & l'Auteur rapportant ce qui est contenu dans cette notte, il fait semblant de negliger mes raisons pour s'attacher à ma personne, qu'il attaque par des railleries, mais d'une maniere assez chagrine pour faire croire qu'il a du dépit de se sentir convaincu & reduit à ne repondre que par des injures : car au lieu de faire voir que ce que j'ay avancé n'est pas vray, sçavoir que les anciens n'ont point pratiqué ce changement des proportions, on répond seulement que j'ay reconnu moy-mesme la necessité qu'il y a de le faire, lorsque j'ay mis au haut de l'Arc de Triomphe, que le Roy a fait bastir au bout de l'avenuë de Vincennes, une statuë de trente piez de haut, afin dit-on qu'estant fort elevée, elle paroisse avoir sa grandeur naturelle : & sur ce que j'ay declaré que ce n'est pas là mon intention, & que je fais cette Statuë Colossale afin qu'elle paroisse Colossale ; on me répond que j'ay donc tort de trouver trop grand l'entablement des trois colonnes de Campo Vaccino qu'on avouë estre d'une exorbitante & monstrueuse grandeur, puis qu'on peut croire que l'Architecte a eu dessein de faire paroistre ces Edifices Colossaux : mais il faudroit dire qu'il a voulu faire paroistre ces entablemens Colossaux, c'est-à-dire de les faire paroistre plus grands qu'ils ne doivent estre ; de mesme que j'ay eu dessein de faire paroistre la Statuë Equestre de l'Arc de Triomphe plus grande qu'un homme & un cheval ne doivent estre. Or ce n'est pas cela qu'on veut dire ; car on pretend que l'élevation extraordinaire de cet entablement le doit faire paroistre avoir sa grandeur ordinaire quoyqu'il ne l'ait pas : & c'est ce qui est en question.
On répond encore avec plus de negligence à mon second argument fondé sur ce que la veue ne nous trompe que rarement ; car quoy qu'on demeure d'accord, que si cela est, il ne faut point changer les proportions, on se contente de répondre que la veue trompe quelquefois les  enfans ; c'est-à-dire que les precautions que la bonne Architecture doit employer, ne sont que pour les enfans, & qu'il n'importe pas de choquer par la corruption des proportions, tous les intelligens.
Cette manière de répondre me fait comprendre que le dessein que j'ay eu en communiquant au public la pensée qui m'est particuliere, sur le changement des proportions n'a pas eu le succez que je m'étois proposé... »

— Claude Perrault, Vitruve (VI-ii, note 3)
Au-delà de la Querelle des Anciens et des Modernes, il faut y voir aussi une querelle entre le professeur en titre et celui qui aurait voulu l'être. La place était fort convoitée, mais ce genre de choses est affaire de soutien institutionnel. À la mort de Blondel, la place resta libre une année durant, mais Colbert étant mort, Charles Perrault n'étant plus Surintendant des Bâtiments, c'est à Philippe de La Hire, protégé de Louvois que la place revint finalement...

## Réalisations
- 1664 : plan du Port de Saintes, comme ingénieur de la marine
- 1665 : le pont et la restauration de l'arc de triomphe de Saintes
- 1666 : le plan de la ville de Rochefort, de son arsenal et de sa Corderie royale
- 1648-1652 : écuries monumentales du château de Chaumon-Laguiche (ou Chaumont en Charollais), en Saône-et-Loire, encore très ornementées
- les arcs de triomphe des Porte Saint-Bernard et porte Saint-Antoine, à Paris, aujourd'hui disparues
- 1672 : la Porte Saint-Denis (arrêté du 17 mai 1671),
- rhabillage de la Porte Saint-Martin construit par son élève Bullet à Paris 10e,
- canal et cascade de Juvisy
- la décoration du chœur et de la chapelle de la Vierge de l’église Saint-Laurent, à Paris ;
- 1676 : avec Pierre Bullet, il publie le « Plan de Paris levé par les ordres du Roi et par les soins de messieurs les prévôts des marchands et échevins et par les sieurs Bullet, architecte du roi et de la ville, sous la conduite de monsieur Blondel, maréchal de camp aux armées du roi, directeur de l'académie royale d'architecture et maître de mathématiques de monseigneur le Dauphin, plus communément appelé Plan de Bullet et Blondel[3]. »

## Notoriété
La ville de Paris honore la mémoire de François Blondel par une rue portant son nom près de la porte Saint-Denis (qu'il a construite), entre les rues Saint-Denis et Saint-Martin.